# شوكيلايت
شوكيلايت (بالبلغارية: Чукилите)‏ قرية تقع إدارياً ضمن مقاطعة غابروفو في بلغاريا. ويبلغ عدد سكانها 15 نسمة حسب تعداد 15 مارس 2015. تعتمد شوكيلايت للبريد على الرمز البريدي 5304.